# Bartolomeo Bulgarini

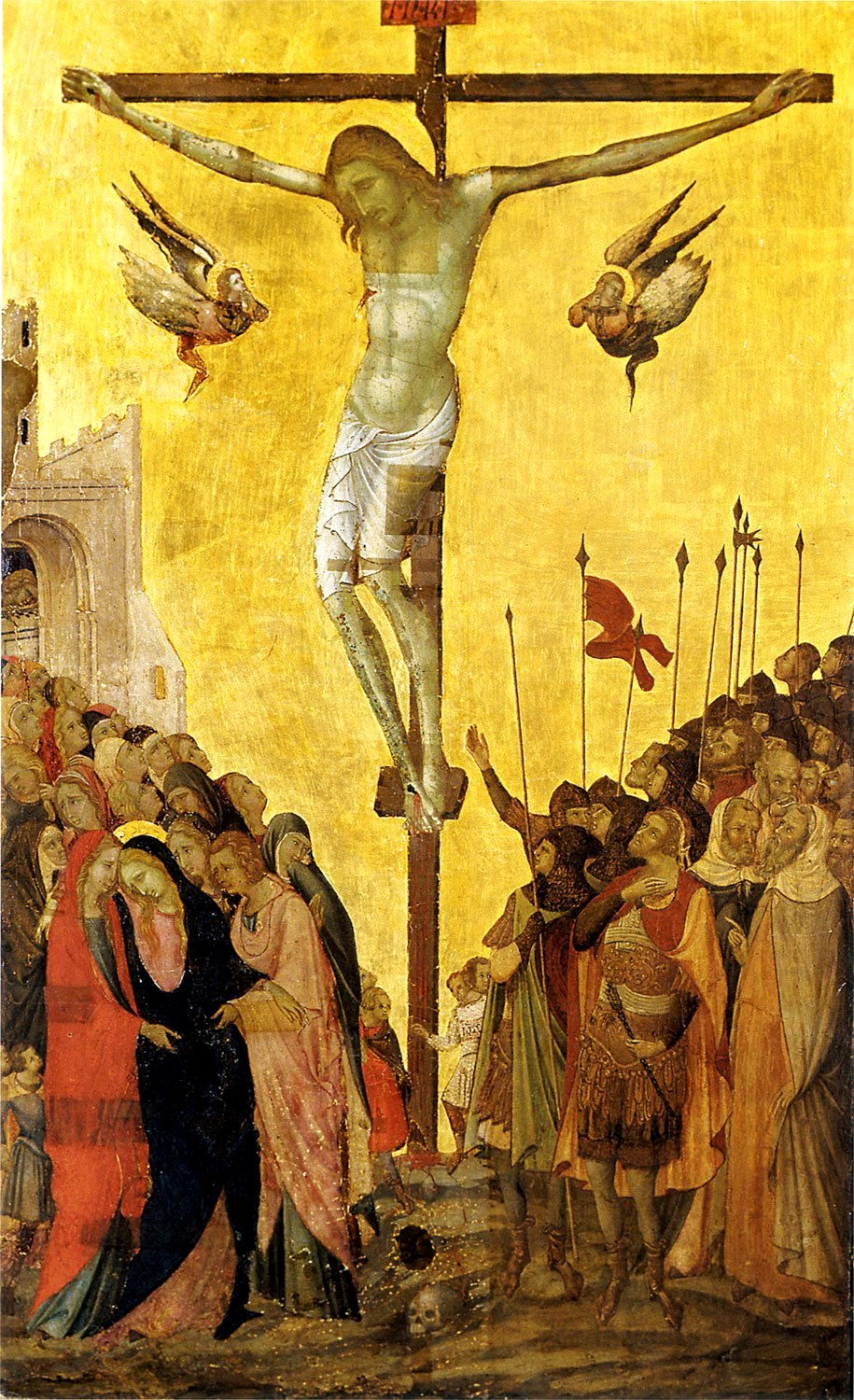
Bartolomeo Bulgarini: Die Kreuzigung Christi. Italien, um 1330. Eremitage, Sankt Petersburg

Bartolomeo Bulgarini (auch Bartolomeo Bolgarini, * um 1300 oder 1310 in Siena; † 4. September 1378 ebenda) war ein italienischer Maler der sienesischen Schule. Bevor er namentlich identifiziert und sein Werk geordnet werden konnte, waren seine Bilder in der Kunstgeschichte teilweise unter den Notnamen Ugolino Lorenzetti oder Meister von Ovile gruppiert.

## Leben
Bartolomeo Bulgarini war ein wahrscheinlich vorwiegend in Siena tätiger Maler, der in den Jahren von 1337 bis zu seinem Tod 1378 mehrfach in erhaltenen Dokumenten belegt ist. Er muss ein außerordentlicher Künstler gewesen sein, denn selbst Giorgio Vasari kündete noch von seinem Ruhm. Trotzdem war es der Kunstwissenschaft lange Zeit nicht möglich, ihm Werke zuzuschreiben. Erst ein Dokument aus dem 18. Jahrhundert ermöglichte es, Bulgarini 1353 eine der sogenannten Biccherna-Tafeln für die Stadt Siena, die sich heute im Staatsarchiv der Stadt befindet, zuzuordnen. Aus stilistischen Gründen kann man dieser Tafel heute zwei weitere Biccherna-Tafeln zuordnen, die 1329 und 1339 gemalt worden sind und sich heute im Kunstgewerbemuseum Berlin und in der Bibliothèque nationale de France befinden.
1936 versuchte Millard Meiss, auf Grundlage der Biccherna-Tafel in Siena, einen Werkkatalog Bulgaris zusammenzustellen. Die Tafeln in Berlin und Paris waren ihm noch nicht bekannt. Relativ schnell fiel Meiss’ Augenmerk auf eine erstmals von Bernard Berenson im Jahr 1917 zusammengetragene Werkgruppe, die dieser einem anonymen Meister zuschreibt, dem er den Notnamen Ugolino Lorenzetti gab. Grundlage für die Namensgebung war der Umstand, dass die Bilder dieses unbekannten Meisters stilistisch sowohl den Werken des Ugolino di Nerio als auch denen des Pietro Lorenzetti nahestehen, so dass Berenson aus deren Namen einen neuen kreierte. Dieser Name wurde von weiteren Forschern aufgenommen und um weitere Werke bereichert. Allerdings gab es auch einige Forscher, die der Meinung waren, dass die unter dem Notnamen Ugolino Lorenzetti zusammengetragenen Werke von zwei Künstlern geschaffen worden sind. Die aus der Werkgruppe herausgelösten Bilder schrieb man einem Meister von Ovile zu. Man erkannte allerdings bald, dass diese Werktrennung völlig unbegründet war und alle diese Werke von nur einem Künstler geschaffen worden waren, der stilistisch auch der für Bartolomeo Bulgarini belegten Biccherna-Tafel nahesteht.
Mittlerweile setzt sich in der Fachwelt immer mehr die Meinung durch, dass sich sowohl hinter Ugolino Lorenzetti als auch dem Meister von Ovile niemand anderes als der gut dokumentierte Bartolomeo Bulgarini verbirgt.

## Ausgewählte Werke
- Berlin, Kunstgewerbemuseum
  - Der Zisterziensermönch Don Niccolò in seiner Amtsstube. 1329 (zugeschrieben)
- Cambridge (Massachusetts), Fogg Art Museum
  - Die Geburt Christi.
- Columbia, Columbia Museum of Art
  - Die Beweinung Christi.
  - Die heilige Maria Magdalena. um 1360
- Esztergom, Keresztény Múzeum
  - Moses. um 1350
  - Der Prophet Daniel. um 1350
- Florenz, Collezione Berenson
  - Die Kreuzigung Christi.
- Frankfurt am Main, Städelsches Kunstinstitut
  - Die Blendung des heiligen Victor.
- Köln, Wallraf-Richartz-Museum
  - Thronende Maria mit dem Kinde. um 1350
  - Der heilige Petrus. um 1350
  - Der heilige Matthäus. um 1350
  - Der heilige Franziskus.
- Madrid, Museo Thyssen-Bornemisza
  - Thronende Maria mit dem Kinde, einer Märtyrin, dem heiligen Johannes dem Täufer und vier Engeln. um 1350–1360
- New York. Metropolitan Museum of Art
  - Die Heiligen Matthias und Thomas. um 1350
- St. Petersburg, Eremitage
  - Die Kreuzigung Christi.
- Siena, Pinacoteca Nazionale
  - Die Himmelfahrt Mariä.
  - Der heilige Ansanus.
  - Der heilige Galganus.
  - Die Himmelfahrt Mariä.
- Washington, National Gallery of Art
  - Die heilige Katharina von Alexandrien. um 1335